# Élection présidentielle salvadorienne de 2014
L'élection présidentielle salvadorienne de 2014 se tient les 2 février et 9 mars 2014 afin d'élire le président et le vice-président de la république du Salvador. Aucun candidat ne l'ayant emporté au premier tour en février, un second est organisé le mois suivant entre Norman Quijano de l'Alliance républicaine nationaliste (ARENA) et Salvador Sánchez Cerén du Front Farabundo Martí de libération nationale (FMLN). Ce dernier l'emporte de justesse au second tour avec moins de 7 000 voix d'écart.

## Mode de scrutin
Le président du Salvador est élu au scrutin uninominal majoritaire à deux tours.

## Contexte
La présidentielle voit s'affronter Salvador Sánchez Cerén, ancien commandant guérillero marxiste et candidat du parti du président sortant Mauricio Funes (Front Farabundo Martí de libération nationale), et Norman Quijano (es), candidat de la droite (Alliance républicaine nationaliste), ancien maire de la capitale du pays, San Salvador ; parmi les « candidats sérieux », on retrouve aussi Antonio Saca, ancien président et membre de l'Alliance républicaine nationaliste, et qui se présente désormais comme centriste. Les thèmes de la criminalité (le Salvador est le pays le plus violent du monde après le Honduras) et de la corruption ont dominé la campagne.
Aucun des candidats n'ayant obtenu 50 % des voix à l'issue du premier tour, un second se déroule le 9 mars.

## Résultats
Salvador Sanchez Cerén l'emporte de justesse. Son adversaire conteste ce résultat et demande un nouveau décompte et à ses partisans de rester mobilisés.
| Candidats                | Candidats                | Partis                   | Premier tour | Premier tour | Second tour | Second tour |
| Candidats                | Candidats                | Partis                   | Votes        | %            | Votes       | %           |
| ------------------------ | ------------------------ | ------------------------ | ------------ | ------------ | ----------- | ----------- |
|                          | Salvador Sánchez Cerén   | FMLN                     | 1 315 768    | 48,93        | 1 495 815   | 50,11       |
|                          | Norman Quijano (en)      | ARENA                    | 1 047 592    | 38,96        | 1 489 451   | 49,89       |
|                          | Antonio Saca             | GANA                     | 307 603      | 11,44        |             |             |
|                          | René Rodriguez Hurtado   | PSP                      | 11 314       | 0,42         |             |             |
|                          | Óscar Lemus              | FPS                      | 6 659        | 0,25         |             |             |
|                          |                          |                          |              |              |             |             |
| Votes valides            | Votes valides            | Votes valides            | 2 688 936    | 98,74        | 2 985 266   | 99,35       |
| Votes blancs et nuls     | Votes blancs et nuls     | Votes blancs et nuls     | 34 310       | 1,26         | 19 579      | 0,65        |
| Total                    | Total                    | Total                    | 2 723 246    | 100          | 3 004 845   | 100         |
| Abstention               | Abstention               | Abstention               | 2 231 861    | 45,04        | 1 950 262   | 39,36       |
| Inscrits / participation | Inscrits / participation | Inscrits / participation | 4 955 107    | 54,96        | 4 955 107   | 60,64       |

Représentation des résultats du second tour :
| Sánchez Cérén (50,11%) |  |  | Norman Quijano (49,89 %) |
| ▲                      |  |  |                          |
| Majorité absolue       |  |  |                          |